# ویک آننسن
ویک آننسن (انگلیسی: Vic Aanensen؛ زادهٔ ۱۶ ژانویهٔ ۱۹۵۳) بازیکن فوتبال استرالیایی است.